# Lummerhed
Lummerhed er en form for humor med tvetydige seksuelle konnotationer, men som ikke er direkte vulgært, sjofelt og ubehagelig.
Lummer humor anses for at være udpræget i Danmark. En populær dansk lummer bemærkning er "Det sagde hun også i går". Ørkenens Sønners er kendt for deres lumre humor. Jolly Cola-reklamen fra 1993, der vandt TV 2's afstemning som alle tiders bedste reklame, spiller på lummer humor på arbejdspladsen.
Lumre bemærkninger på arbejdspladsen kan nærme sig sexchikane hvis ikke der er en indforståethed mellem parterne. 
I 2006 betegnede Helle Thorning-Schmidt Jens Rohde som et "løsgående missil" hvortil han svarede "Med et glimt i øjet kan jeg sige, at hun endnu har til gode at se mit missil, så jeg tager det roligt." Denne bemærkning af nogle karakteriseret mere som sjofel end lummer.

## Henvisning
1. 1 2  Rasmus Bo Sørensen, Kristian Villesen (24. juni 2011). "Det sagde hun også i går..." Information.
2. ↑  Ritzau (22. februar 2006). "S: Jens Rohde er et 'løsgående missil'". B.T.